# Purple Rain (DrefGold)
Purple Rain è un singolo del rapper italiano DrefGold, pubblicato il 29 novembre 2024 come unico estratto dal terzo album in studio Goblin.

## Descrizione
Il brano ha visto la partecipazione del rapper italiano Tedua.

## Tracce
Testi di Elia Specolizzi, Mario Molinari e Paolo Antonacci, musiche di Davide Covino, Carlo Pizzocaro, Luca Di Blasi, Giorgio De Lauri e Francesco Ravesi.
1. Purple Rain (feat. Tedua) – 3:23